# Estany d'Ivars- Vilasana
Estany d'Ivars- Vilasana este o arie protejată (arie specială de conservare — SAC, sit de importanță comunitară — SCI, arie de protecție specială avifaunistică — SPA) din Spania întinsă pe o suprafață de 156,6 ha, integral pe uscat.

## Localizare
Centrul sitului Estany d'Ivars- Vilasana este situat la coordonatele 41°41′01″N 0°56′59″E / 41.6836°N 0.9497°E.

## Înființare
Situl Estany d'Ivars- Vilasana a fost declarat sit de importanță comunitară în septembrie 2006 pentru a proteja 62 de specii de animale. Alte tipuri de protecție:
- arie de protecție specială avifaunistică (în septembrie 2006)[2]
- arie specială de conservare (în noiembrie 2014)[1][3][4]

## Biodiversitate
Situată în ecoregiunea mediteraneană, aria protejată conține 3 habitate naturale: Galerii de Salix alba și de Populus alba, Tufărișuri halo-nitrofile (Pegano-Salsoletea), Stepe sărăturate mediteraneene (Limonietalia).
La baza desemnării sitului se află mai multe specii protejate:
- păsări (56): lăcar mare (Acrocephalus arundinaceus), privighetoare-de-baltă (Acrocephalus melanopogon), rață pitică (Anas crecca), rață mare (Anas platyrhynchos), gâscă cenușie (Anser anser), egretă mare (Ardea alba), stârc cenușiu (Ardea cinerea), stârc roșu (Ardea purpurea), stârc galben (Ardeola ralloides), rață-cu-cap-castaniu (Aythya ferina), rața moțată (Aythya fuligula), buhai de baltă (Botaurus stellaris), pasărea ogorului (Burhinus oedicnemus), șorecarul comun (Buteo buteo), Caprimulgus ruficollis, chirichița cu obraz alb (Chlidonias hybrida), barză albă (Ciconia ciconia), erete de stuf (Circus aeruginosus), erete vânăt (Circus cyaneus), porumbel gulerat (Columba palumbus), gușă vânătă (Cyanecula svecica), egretă mică (Egretta garzetta), vânturel roșu (Falco tinnunculus), lișiță (Fulica atra), ciocârlan (Galerida cristata), becațină comună (Gallinago gallinago), găinușă de baltă (Gallinula chloropus), piciorong (Himantopus himantopus), stârc pitic (Ixobrychus minutus), capîntortură (Jynx torquilla), pescăruș negricios (Larus fuscus), pescăruș-cu-cap-negru (Larus melanocephalus), Larus michahellis, pescăruș râzător (Larus ridibundus), grelușel-de-zăvoi (Locustella luscinioides), rață fluierătoare (Mareca penelope), rață pestriță (Mareca strepera), prigoare (Merops apiaster), rață cu ciuf (Netta rufina), stârc de noapte (Nycticorax nycticorax), ciuf-pitic (Otus scops), Phalacrocorax carbo sinensis, ploier auriu (Pluvialis apricaria), corcodel mare (Podiceps cristatus), Porphyrio porphyrio porphyrio, cristei de baltă (Rallus aquaticus), pițigoi-pungar (Remiz pendulinus), sitar de pădure (Scolopax rusticola), Spatula clypeata, turturică (Streptopelia turtur), silvie roșcată (Sylvia cantillans), corcodel mic (Tachybaptus ruficollis), călifar alb (Tadorna tadorna), fluierarul de zăvoi (Tringa ochropus), pupăză (Upupa epops), nagâț (Vanellus vanellus)
- mamifere (4): vidră de râu (Lutra lutra), liliac cu aripi lungi (Miniopterus schreibersii), liliac cu picioare lungi (Myotis capaccinii), liliacul mare cu potcoavă (Rhinolophus ferrumequinum)
- reptile (2): țestoasa de baltă (Emys orbicularis), Mauremys leprosa

Pe lângă speciile protejate, pe teritoriul sitului au mai fost identificate 3 specii de amfibieni, 9 specii de mamifere, 3 specii de nevertebrate.